# مارکف ۲۷۵۱۴
سیارک ۲۷۵۱۴ (به انگلیسی: 27514 Markov، نامگذاری:2000HM3) بیست و هفت هزار و پانصد و چهاردهمین سیارک کشف شده است که در ۲۶ آوریل ۲۰۰۰ کشف شد.